# Arjen Robben
Arjen Robben (phát âm tiếng Hà Lan: [ˈɑrjən ˈrɔbə(n)] ⓘ; sinh ngày 23 tháng 1 năm 1984) là cựu cầu thủ bóng đá người Hà Lan thi đấu ở vị trí tiền đạo cánh.
Robben nổi lên từ câu lạc bộ Groningen từ mùa giải 2000-2001 tại giải vô địch Hà Lan. 2 năm sau, anh ký hợp đồng với PSV, CLB mà ở đó anh đã giành được chức vô địch Hà Lan và được trao Giải thưởng Johan Cruyff . Một số câu lạc bộ hàng đầu ở giải Ngoại hạng Anh đã theo đuổi để giành lấy chữ ký của Robben. Tuy nhiên, sau khi kết thúc mùa giải 2004, câu lạc bộ Chelsea mới có được chữ ký chính thức của cầu thủ chạy cánh người Hà Lan.
Sự khởi đầu của Robben tại Chelsea không được thuận lợi khi anh liên tục dính chấn thương, nhưng sau khi trở lại Robben đã góp phần không nhỏ vào chức vô địch giải ngoại hạng của Chelsea. Mùa giải 2004-05, anh cũng nhận được danh hiệu cầu thủ hay nhất tháng 11 năm 2005. 
3 mùa giải ở Anh, mặc dù thi đấu khá ấn tượng mỗi lần ra sân nhưng anh liên tục bị hành hạ bởi những chấn thương, biệt danh "Đôi chân pha lê" cũng đã gắn liền với tên tuổi Robben.
Bắt đầu mùa giải 2007-2008, Robben chuyển sang thi đấu cho Real Madrid với hợp đồng trị giá 35 triệu Euro. Trong mùa giải đầu tiên khoác áo Real, Robben đã giành chức vô địch Tây Ban Nha, và cũng là chức vô địch quốc gia thứ 4 anh giành được trong 6 năm thi đấu.
Tháng 8 năm 2009, Robben chuyển tới Bayern Munich với giá 25 triệu Euro và ngay trong ngày ra mắt câu lạc bộ mới anh đã ghi 2 bàn thắng đẹp mắt vào lưới Wolfsburg.Trong mùa giải đầu tiên của anh ở CLB, Bayern đã giành được chức vô địch Bundesliga, đây cũng là chức vô địch quốc gia thứ năm của anh trong 8 năm, và lọt vào đến trận chung kết UEFA Champions League 2010. sau mùa giải đầu tiên của mình với CLB vùng Bavarian, Robben còn được trao danh hiệu cầu thủ bóng đá xuất sắc nhất năm tại Đức. Ngày 4 tháng 7 năm 2019, Arjen Robben chính thức giã từ sự nghiệp thi đấu quốc tế sau 20 năm thi đấu chuyên nghiệp. Tuy nhiên năm 2020, anh đã bất ngờ quay trở lại sân cỏ để thi đấu cho Groningen.

## Khởi đầu sự nghiệp
Sinh tại thị trấn Bedum thuộc tỉnh Groningen, Hà Lan, Robben chơi bóng từ khi còn rất nhỏ. Anh đã chơi cho câu lạc bộ ở địa phương VV Bedum. Với khả năng điều khiển bóng và kỹ thuật dắt bóng thiên bẩm của mình, Robben đã lọt vào mắt xanh của các huấn luyện viên câu lạc bộ Groningen. Ngay sau đó anh nhanh chóng ký hợp đồng chuyên nghiệp với CLB Groningen.

## Sự nghiệp cấp câu lạc bộ

### Groningen
CLB Groningen là nơi Robben gia nhập trong mùa giải 1999-2000. Anh đã ghi 2 bàn trong giải vô địch quốc gia cùng năm đó. Huấn luyện viên Jan van Dijk đã điền tên cầu thủ chạy cánh Robben vào đội hình một của Groningen vào tháng 11 năm 2000 trong trận tiếp Twente. Sau mùa đông năm đó, Robben đã giành được vị trí chính thức trong màu áo Groningen. Trong 19 lần ra sân năm 2000-2001, anh đã ghi được 2 bàn thắng. Robben ở CLB Groningen trong suốt mùa tiếp theo, anh đã chơi 28 trận và ghi được 6 bàn cho Groningen trong mùa 2001-2002. Robben chuyển tới PSV với hợp đồng 3.9 triệu Euro đầu mùa 2002-2003.

### PSV
Mùa đầu tiên tại PSV, Robben chơi 33 trận và ghi được 12 bàn thắng. Anh xuất sắc giành được danh hiệu cầu thủ PSV của năm cùng với tiền đạo Mateja Kezman, người cùng với anh tạo thành một cặp đôi ăn ý và được các fan hâm mộ của PSV đặt tên là "Batman và Robben". Anh đã giúp PSV giành chức vô địch lần thứ 17, giành được giải cầu thủ triển vọng của Hà Lan cùng năm đó. Tại Luân Đôn, khi PSV gặp Manchester United, huấn luyện viên Alex Ferguson đã nhận thấy tài năng của Robben và liên hệ với PSV. Chủ tịch của PSV Harry van Raaij đã nói với Manchester cái giá 7 triệu Euro nếu muốn mang Robben về sân Old Trafford. Ngay sau đó, chủ tịch sở hữu CLB Chelsea Roman Abramovich đã trả tới 18 triệu Euro cho chữ ký của cầu thủ chạy cánh người Hà Lan và PSV đã đồng ý thương vụ này.

### Chelsea

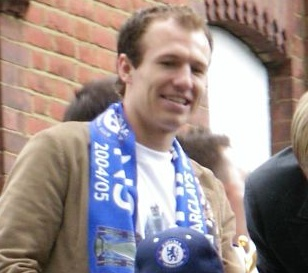
Robben ăn mừng chức vô địch Premier League 2004–05

Robben đã không có màn ra mắt cho Chelsea tới tháng 11 năm 2004, anh đã bị gãy xương bàn chân khi va chạm với Olivier Dacourt trong một trận giao hữu trước khi bước vào mùa bóng với Roma.
Ngay sau đó Robben đã chứng minh tầm quan trọng của mình trong suốt mùa giải 2004-05 tại Chelsea, ngay khi trở lại sau chấn thương, anh đã giành danh hiệu cầu thủ hay nhất tháng 11 năm 2004 tại giải ngoại hạng . Robben đã kết thúc mùa giải 2004-05 với 7 bàn thắng. Cùng năm đó anh đã lọt vào danh sách đề cử những cầu thủ trẻ hay nhất trong năm, tuy nhiên Wayne Rooney của Manchester United đã đánh bại Robben để giành giải thưởng cao quý này. Sang mùa giải 2005-06, Robben trở thành một phần không thể thiếu ở cánh trái của Chelsea. Trong 28 trận ra sân, Robben ghi 6 bàn và đóng góp công vào chức vô địch lần thứ 2 liên tiếp của Chelsea dưới thời huấn luyện viên Mourinho.
CLB Real Madrid dưới thời huấn luyện viên Bern Schuster và chủ tịch Ramon Calderon tỏ ra rất quan tâm tới cầu thủ chạy cánh người Hà Lan.
Real Madrid đã có được sự phục vụ của Robben vào tháng 8 năm 2007 . Anh đã nói trên website chính thức của CLB Chelsea: "Thật khó để rời bỏ nơi này bởi tôi đã có một khoảng thời gian 3 năm tuyệt vời tại đây, và tôi cũng có rất nhiều những người bạn. Tôi không có thời gian để nói hết những lời chia tay bởi hợp đồng sẽ hết hạn vào 10 giờ tối và buổi sáng tôi phải bay ngay. Nhưng nếu tôi có 1 ngày, tôi muốn quay trở lại và nói tạm biệt tới người hâm mộ bởi tôi còn nợ họ một lời cảm ơn, mọi người luôn tốt với tôi. Trong 3 năm ở đây tôi đã giành được mọi danh hiệu của nước Anh."

### Real Madrid

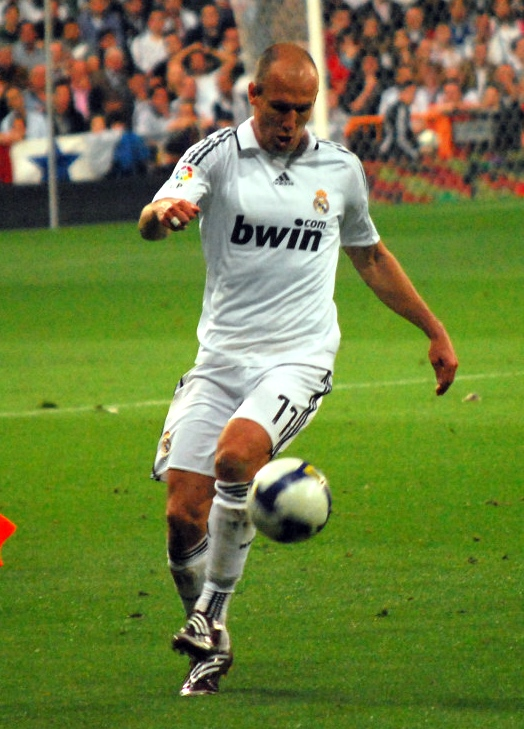
Robben trong màu áo Madrid.

Robben hoàn thành hợp đồng chuyển tới Madrid trong 5 năm vào ngày 22 tháng 8 năm 2007  với giá trị 24 triệu bảng Anh (35 triệu Euro). Màn ra mắt của anh vào ngày 18 tháng 9 trong trận tiếp Werder Bremen tại UEFA Champions League. Robben đã trở thành mắt xích quan trọng trong đội hình của Real, với những bước chạy thần tốc bên cánh trái, rất nhanh Robben đã chiếm được vị trí chính thức bên trái hàng tiền vệ.
Mặc dù tiền vệ người Hà Lan đã chứng minh được giá trị của mình nhưng khi chuẩn bị vào mùa giải 2009-10, anh đã không thể cạnh tranh được với bản hợp đồng bom tấn của Real là Kaká mới chuyển về từ AC Milan. Real đã đồng ý với lời đề nghị 25 triệu Euro của Bayern Munich. Robben khẳng định rằng anh không muốn ra đi nhưng CLB muốn bán anh

### Bayern Munich
Ngày 28 tháng 8 năm 2009, Robben chuyển tới Bayern với giá 25 triệu Euro. Anh khoác áo số 10, chiếc áo của một cầu thủ Hà Lan khác đã từng mặc là Roy Makaay. Màn ra mắt của anh ngay vào ngày hôm sau. Anh vào sân ở hiệp 2 trong trận gặp VfL Wolfsburg và ngay lập tức ghi 2 bàn thắng giúp Bayern đánh bại các nhà vô địch của mùa giải trước . Ngày 9 tháng 3 năm 2010, Robben ghi bàn thắng quyết định trong trận Bayern thua 2-3 (chung cuộc hòa 4-4) trước Fiorentina, điền tên Bayern Munich vào 8 đội mạnh nhất.
Ngày 7 tháng 4 năm 2010, Arjen Robben đã ghi một bàn thắng tuyệt đẹp vào lưới Manchester United bằng cú vô lê từ pha đá phạt góc của Ribéry. Trận đấu kết thúc với tỉ số 3-2 (chung cuộc 4-4) và Manchester United bị loại bởi luật bàn thắng sân khách , Bayern tiếp tục tiến vào vòng bán kết Champions League.

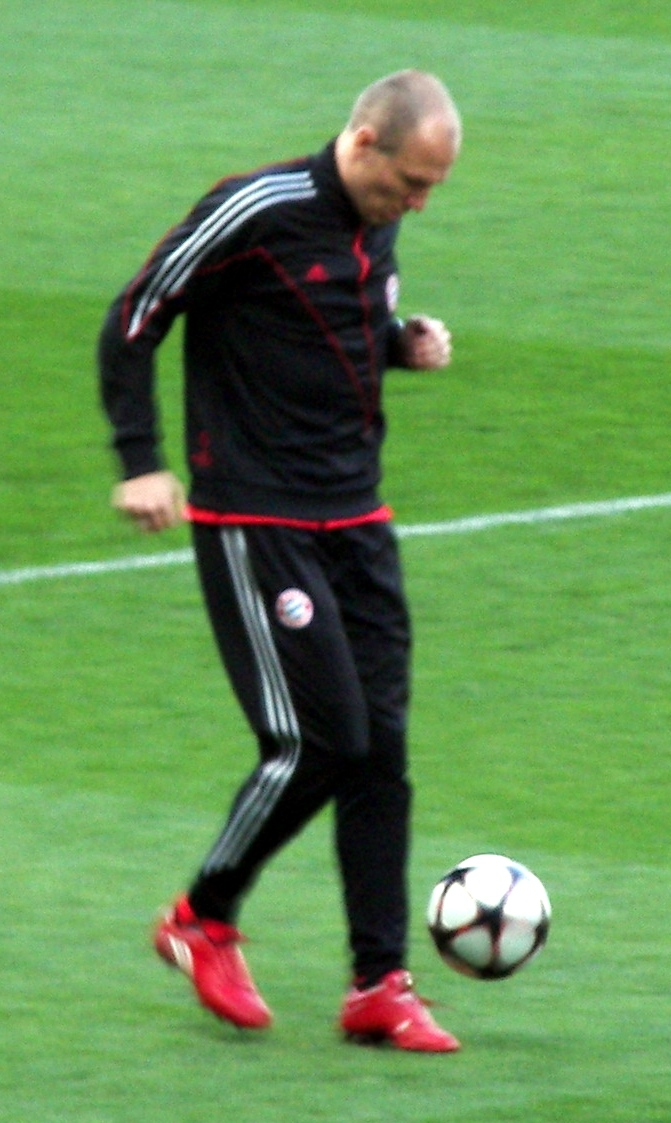
Robben ở clb Bayern.

Ngày 17 tháng 4 năm 2010, Robben lập cú hat-trick đầu tiên của anh ở Bundesliga trong trận gặp Hannover 96 tại Allianz Arena. Trận đấu kết thúc với tỉ số 7–0 cho Bayern. vào ngày 8 tháng 5 năm 2010, Anh giành được chức vô địch Bundesliga đầu tiên với Bayern Munich sau khi ghi 2 bàn trong chiến thắng 3–1 trước Hertha BSC Berlin, đồng thời cũng là vua phá lưới của Bayern.
Một tuần sau, Bayern Munich thi đấu trong trận chung kết Cúp bóng đá Đức gặp Werder Bremen, tại Sân vận động Olympic-Berlin. Bayern Munich đã giành chiến thắng 4–0 và Arjen Robben đã ghi bàn mở tỉ số từ chấm phạt đền qua đó đã giúp Bayern có được danh hiệu DFB-Pokal thứ 15 của họ.
Ngày 25 tháng 5 năm 2010 Robben được trao giải thưởng cầu thủ của năm tại Đức cho năm 2010. Anh giành chiến thắng với số phiếu bầu kỉ lục 72.1% và là người Hà Lan đầu tiên được nhận giải thưởng này.
Trong Mùa giải 2010–11, sau khi các xét nghiệm y tế xác nhận rằng gân kheo của anh đã không được chữa trị đúng cách, Robben phải nghỉ thi đấu trong 2 tháng. Chủ tịch Bayern Karl-Heinz Rummenigge tuyên bố rằng "Tất nhiên, Bayern Munich đang rất tức giận","Thêm một lần nữa CLB chúng tôi lại phải thanh toán chi phí điều trị cho cầu thủ sau khi cậu ấy gặp chấn thương nghiêm trọng khi thi đấu cho đội tuyển quốc gia" ngày 15 tháng 1 năm 2011, anh quay trở lại sau chấn thương vào sân thay người trong trận hòa 1–1 gặp VfL Wolfsburg.
Robben được đề cử cho giải thưởng "Tiền vệ xuất sắc nhất UEFA Champions League", nhưng không giành được giải. Anh cũng được đề cử cho giải thưởng Quả bóng vàng châu Âu danh tiếng và giải FIFA Puskás, là giải thưởng dành cho tác giả của bàn thắng đẹp nhất trong năm và được đề cử vào đội hình "FIFPro World XI 2010" của FIFA nhờ vào mùa giải thành công với Bayern Munich.
Mùa giải 2012-2013, Robben cùng với Bayern München giành cú ăn 3 (vô địch Bundesliga, Cúp quốc gia Đức và UEFA Champions League) trong đó chính Robben là người ghi bàn thắng quyết định trong trận chung kết UEFA Champions League giúp Bayern thắng Borussia Dortmund 2-1.
Ngày 19/5/2019, sau khi giúp Bayern München vô địch Bundesliga lần thứ 7 liên tiếp, Robben chính thức chia tay đội bóng.

### Groningen
Ngày 27/6/2020, sau hơn một năm nghỉ thi đấu, Robben bất ngờ thông báo sẽ quay trở lại khoác áo câu lạc bộ Groningen. Anh sẽ bắt đầu thi đấu trở lại từ mùa 2020/2021.
Vào ngày 15 tháng 7 năm 2021, Robben tuyên bố từ giã sự nghiệp bóng đá chuyên nghiệp.

## Sự nghiệp quốc tế

### Euro 2004
Robben đã chơi 42 trận cho tuyển quốc gia Hà Lan, ghi được 11 bàn. Trận đấu đầu tiên trong màu áo tuyển quốc gia ở Euro 2004, khi huấn luyện viên Dick Advocaat gọi các cầu thủ trẻ như Wesley Sneijder và John Heitinga. 

### World Cup 2006
Robben chơi kì World Cup đầu tiên vào năm 2006. Trong 6 trận, anh đã ghi 2 bàn . Ngay trận đầu tiên gặp Serbia và Montenegro, Robben đã ghi bàn vào phút thứ 18, anh cũng được trao giải cầu thủ hay nhất trận đấu. Trong trận gặp Bờ Biển Ngà, Robben tiếp tục nhận được danh hiệu này lần thứ 2 và do đó trở thành một trong 8 cầu thủ tại World Cup giành được giải cầu thủ hay nhất trận hơn 1 lần.

### Euro 2008

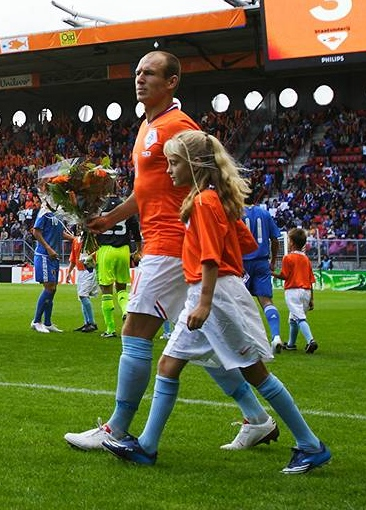
Robben trước trận đấu gặp ĐT Nhật.

Tại Euro 2008, huấn luyện viên Marco van Basten, chuyển sang đội hình 4-2-3-1 với hàng tiền vệ gồm Rafael van der Vaart, Wesley Sneijder và Dirk Kuyt. Trong trận vòng bảng gặp Pháp, Hà Lan giành chiến thắng 4-1, Robben được thay vào hiệp 2, anh cướp bóng từ chân hậu vệ đối phương gần giữa sân và đi bóng qua 3 hậu vệ tạt bóng cho Robin van Persie sút tung lưới Grégory Coupet.

### World Cup 2010
Tại World Cup 2010, Robben là một mắt xích quan trọng trong đội hình Hà Lan, anh đã chơi rất hay và góp công lớn đưa Hà Lan vào tới trận chung kết sau khi vượt qua Uruguay trong trận bán kết. Tại trận chung kết, đội tuyển Hà Lan bị đánh bại bởi đội tuyển Tây Ban Nha.
Robben cũng nổi tiếng với tình huống ăn vạ, cuốn tròn người trông như một quả bóng trong trận gặp Brasil.

### World Cup 2014
Tại World Cup 2014, Robben cũng là một cầu thủ quan trọng trong đội hình đội tuyển Hà Lan, dưới sự dẫn dắt của huấn luyện viên Louis van Gaal. Trong trận mở màn gặp đội tuyển Tây Ban Nha anh đã ghi 2 bàn ở phút 53 và 80 giúp đội tuyển Hà Lan đánh bại đội tuyển Tây Ban Nha với tỷ số 5-1 trả thù cho kỳ World Cup 2010 mà Tây Ban Nha đánh bại họ với tỷ số 1-0. Trong trận gặp Úc anh đã có 1 cú ghi bàn đẹp mắt ở phút 20 giúp đội tuyển Hà Lan đánh bại đối thủ tỷ số 3-2. Mặc dù từ vòng 1/8 trở đi anh không ghi thêm bàn thắng nào, song anh cũng giúp Hà Lan tranh tới hạng 3 của kỳ World Cup 2014.
cút
Ngày 16 tháng 11 năm 2014, Robben lập cú đúp trong trận Hà Lan thắng Latvia với tỉ số 6–0 ở lượt trận thứ năm của vòng loại Euro 2016. Tuy nhiên Hà Lan không thể góp mặt tại Pháp vào mùa hè năm 2016 do chỉ xếp thứ tư chung cuộc với 13 điểm, 4 trận thắng, 1 trận hòa và 5 trận thua.
Sau khi đội tuyển Hà Lan dừng bước ở vòng loại World Cup 2018, Arjen Robben chính thức chia tay đội tuyển quốc gia sau 14 năm gắn bó, tổng cộng anh đã thi đấu 96 trận và ghi được 37 bàn thắng.

## Thống kê sự nghiệp

### Bàn thắng quốc tế
| #   | Ngày                 | Địa điểm                                               | Đối thủ              | Bàn thắng | Kết quả | Giải đấu                 |
| --- | -------------------- | ------------------------------------------------------ | -------------------- | --------- | ------- | ------------------------ |
| 1.  | 11 tháng 10, 2003    | Sân vận động Philips, Eindhoven, Hà Lan                | Moldova              | 5–0       | 5–0     | Vòng loại Euro 2004      |
| 2.  | 18 tháng 2, 2004     | Amsterdam ArenA, Amsterdam, Hà Lan                     | Hoa Kỳ               | 1–0       | 1–0     | Giao hữu quốc tế         |
| 3.  | 17 tháng 11, 2004    | Mini Estadi, Barcelona, Tây Ban Nha                    | Andorra              | 0–2       | 0–3     | Vòng loại World Cup 2006 |
| 4.  | 4 tháng 6, 2005      | De Kuip, Rotterdam, Hà Lan                             | România              | 1–0       | 2–0     | Vòng loại World Cup 2006 |
| 5.  | 17 tháng 8 năm 2005  | De Kuip, Rotterdam, Hà Lan                             | Đức                  | 1–0       | 2–2     | Giao hữu quốc tế         |
| 6.  | 17 tháng 8 năm 2005  | De Kuip, Rotterdam, Hà Lan                             | Đức                  | 2–0       | 2–2     | Giao hữu quốc tế         |
| 7.  | 11 tháng 6, 2006     | Zentralstadion, Leipzig, Đức                           | Serbia và Montenegro | 0–1       | 0–1     | World Cup 2006           |
| 8.  | 16 tháng 8, 2006     | Lansdowne Road, Dublin, Ireland                        | Cộng hòa Ireland     | 0–2       | 0–4     | Giao hữu quốc tế         |
| 9.  | 1 tháng 6, 2008      | Sân vận động De Kuip, Rotterdam, Hà Lan                | Wales                | 2–0       | 2–0     | Giao hữu quốc tế         |
| 10. | 13 tháng 6, 2008     | Stade de Suisse, Bern, Thụy Sĩ                         | Pháp                 | 3–1       | 4–1     | Euro 2008                |
| 11. | 10 tháng 6, 2009     | Sân vận động De Kuip, Rotterdam, Hà Lan                | Na Uy                | 2–0       | 2–0     | Vòng loại World Cup 2010 |
| 12. | 5 tháng 6, 2010      | Amsterdam ArenA, Amsterdam, Hà Lan                     | Hungary              | 3–1       | 6–1     | Giao hữu quốc tế         |
| 13. | 5 tháng 6, 2010      | Amsterdam ArenA, Amsterdam, Hà Lan                     | Hungary              | 6–1       | 6–1     | Giao hữu quốc tế         |
| 14. | 28 tháng 6, 2010     | Sân vận động Moses Mabhida, Durban, Nam Phi            | Slovakia             | 1–0       | 2–1     | World Cup 2010           |
| 15. | 6 tháng 7, 2010      | Sân vận động Cape Town, Cape Town, Nam Phi             | Uruguay              | 3–1       | 3–2     | World Cup 2010           |
| 16. | 29 tháng 2 năm 2012  | Sân vận động Wembley, Luân Đôn, Anh                    | Anh                  | 1–0       | 3–2     | Giao hữu                 |
| 17. | 29 tháng 2 năm 2012  | Sân vận động Wembley, Luân Đôn, Anh                    | Anh                  | 3–2       | 3–2     | Giao hữu                 |
| 18. | 7 tháng 6, 2013      | Sân vận động Gelora Bung Karno, Jakarta, Indonesia     | Indonesia            | 3–0       | 3–0     | Giao hữu                 |
| 19. | 6 tháng 9, 2013      | A. Le Coq Arena, Tallinn, Estonia                      | Hungary              | 1–0       | 2–2     | Vòng loại World Cup 2014 |
| 20. | 11 tháng 10 năm 2013 | Amsterdam ArenA, Amsterdam, Hà Lan                     | Hungary              | 8–1       | 8–1     | Vòng loại World Cup 2014 |
| 21. | 15 tháng 10, 2013    | Sân vận động Şükrü Saracoğlu, Istanbul, Thổ Nhĩ Kỳ     | Thổ Nhĩ Kỳ           | 1–0       | 2–0     | Vòng loại World Cup 2014 |
| 22. | 16 tháng 11 năm 2013 | Cristal Arena, Genk, Bỉ                                | Nhật Bản             | 2–0       | 2–2     | Giao hữu                 |
| 23. | 4 tháng 6, 2014      | Amsterdam ArenA, Amsterdam, Hà Lan                     | Wales                | 1–0       | 2–0     | Giao hữu                 |
| 24. | 13 tháng 6 năm 2014  | Arena Fonte Nova, Salvador, Brasil                     | Tây Ban Nha          | 2–1       | 5–1     | World Cup 2014           |
| 25. | 13 tháng 6 năm 2014  | Arena Fonte Nova, Salvador, Brasil                     | Tây Ban Nha          | 5–1       | 5–1     | World Cup 2014           |
| 26. | 18 tháng 6, 2014     | Sân vận động Beira-Rio, Porto Alegre, Brasil           | Úc                   | 1–0       | 3–2     | World Cup 2014           |
| 27. | 16 tháng 11 năm 2014 | Amsterdam ArenA, Amsterdam, Hà Lan                     | Latvia               | 2–0       | 6–0     | Vòng loại Euro 2016      |
| 28. | 16 tháng 11 năm 2014 | Amsterdam ArenA, Amsterdam, Hà Lan                     | Latvia               | 5–0       | 6–0     | Vòng loại Euro 2016      |
| 29. | 13 tháng 11 năm 2015 | Sân vận động Cardiff City, Cardiff, Wales              | Wales                | 1–2       | 2–3     | Giao hữu                 |
| 30. | 13 tháng 11 năm 2015 | Sân vận động Cardiff City, Cardiff, Wales              | Wales                | 2–3       | 2–3     | Giao hữu                 |
| 31. | 12 tháng 11 năm 2016 | Sân vận động Josy Barthel, Luxembourg City, Luxembourg | Luxembourg           | 1–0       | 3–1     | Vòng loại World Cup 2018 |
| 32. | 4 tháng 6 năm 2017   | Sân vận động De Kuip, Rotterdam, Hà Lan                | Bờ Biển Ngà          | 2–0       | 5–1     | Giao hữu                 |
| 33. | 9 tháng 6 năm 2017   | Sân vận động De Kuip, Rotterdam, Hà Lan                | Luxembourg           | 1–0       | 5–0     | Vòng loại World Cup 2018 |
| 34. | 3 tháng 9 năm 2017   | Amsterdam Arena, Amsterdam, Hà Lan                     | Hà Lan               | 2–0       | 3–1     | Vòng loại World Cup 2018 |
| 35. | 7 tháng 10 năm 2017  | Borisov Arena, Barysaw, Belarus                        | Belarus              | 2–1       | 3–1     | Vòng loại World Cup 2018 |
| 36. | 10 tháng 10 năm 2017 | Amsterdam Arena, Amsterdam, Hà Lan                     | Thụy Điển            | 1–0       | 2–0     | Vòng loại World Cup 2018 |
| 37. | 10 tháng 10 năm 2017 | Amsterdam Arena, Amsterdam, Hà Lan                     | Thụy Điển            | 2–0       | 2–0     | Vòng loại World Cup 2018 |

### Câu lạc bộ
| Câu lạc bộ          | Mùa giải            | Giải vô địch quốc gia | Giải vô địch quốc gia | Giải vô địch quốc gia | Cúp           | Cúp          | Châu lục      | Châu lục     | Khác          | Khác         | Tổng cộng     | Tổng cộng    | Ref.          |
| Câu lạc bộ          | Mùa giải            | Hạng đấu              | Số lần ra sân         | Số bàn thắng          | Số lần ra sân | Số bàn thắng | Số lần ra sân | Số bàn thắng | Số lần ra sân | Số bàn thắng | Số lần ra sân | Số bàn thắng | Ref.          |
| ------------------- | ------------------- | --------------------- | --------------------- | --------------------- | ------------- | ------------ | ------------- | ------------ | ------------- | ------------ | ------------- | ------------ | ------------- |
| Groningen           | 2000–01             | Eredivisie            | 18                    | 2                     | 0             | 0            | —             | —            | —             | —            | 18            | 2            | [ 34 ]        |
| Groningen           | 2001–02             | Eredivisie            | 28                    | 6                     | 6             | 4            | —             | —            | —             | —            | 34            | 10           | [ 34 ]        |
| Groningen           | Tổng cộng           | Tổng cộng             | 46                    | 8                     | 6             | 4            | —             | —            | —             | —            | 52            | 12           | —             |
| PSV                 | 2002–03             | Eredivisie            | 33                    | 12                    | 3             | 0            | 4             | 1            | 1             | 0            | 41            | 13           | [ 34 ]        |
| PSV                 | 2003–04             | Eredivisie            | 23                    | 6                     | 2             | 0            | 8             | 2            | 1             | 1            | 34            | 9            | [ 34 ]        |
| PSV                 | Tổng cộng           | Tổng cộng             | 56                    | 18                    | 5             | 0            | 12            | 3            | 2             | 1            | 75            | 22           | —             |
| Chelsea             | 2004–05             | Premier League        | 18                    | 7                     | 2             | 0            | 5             | 1            | 4             | 1            | 29            | 9            | [ 34 ]        |
| Chelsea             | 2005–06             | Premier League        | 28                    | 6                     | 4             | 1            | 6             | 0            | 2             | 0            | 40            | 7            | [ 34 ]        |
| Chelsea             | 2006–07             | Premier League        | 21                    | 2                     | 4             | 0            | 7             | 1            | 4             | 0            | 36            | 3            | [ 34 ]        |
| Chelsea             | Tổng cộng           | Tổng cộng             | 67                    | 15                    | 10            | 1            | 18            | 2            | 10            | 1            | 105           | 19           | —             |
| Real Madrid         | 2007–08             | La Liga               | 21                    | 4                     | 2             | 1            | 5             | 0            | 0             | 0            | 28            | 5            | [ 34 ]        |
| Real Madrid         | 2008–09             | La Liga               | 29                    | 7                     | 0             | 0            | 6             | 1            | 2             | 0            | 37            | 8            | [ 34 ]        |
| Real Madrid         | Tổng cộng           | Tổng cộng             | 50                    | 11                    | 2             | 1            | 11            | 1            | 2             | 0            | 65            | 13           | —             |
| Bayern München      | 2009–10             | Bundesliga            | 24                    | 16                    | 3             | 3            | 10            | 4            | —             | —            | 37            | 23           | [ 35 ]        |
| Bayern München      | 2010–11             | Bundesliga            | 14                    | 12                    | 1             | 1            | 2             | 0            | 0             | 0            | 17            | 13           | [ 36 ]        |
| Bayern München      | 2011–12             | Bundesliga            | 24                    | 12                    | 3             | 2            | 9             | 5            | —             | —            | 36            | 19           | [ 37 ]        |
| Bayern München      | 2012–13             | Bundesliga            | 16                    | 5                     | 5             | 4            | 9             | 4            | 1             | 0            | 31            | 13           | [ 34 ] [ 38 ] |
| Bayern München      | 2013–14             | Bundesliga            | 28                    | 11                    | 5             | 4            | 10            | 4            | 2             | 2            | 45            | 21           | [ 34 ] [ 39 ] |
| Bayern München      | 2014–15             | Bundesliga            | 21                    | 17                    | 2             | 0            | 7             | 2            | 0             | 0            | 30            | 19           | [ 34 ] [ 40 ] |
| Bayern München      | 2015–16             | Bundesliga            | 15                    | 4                     | 3             | 0            | 3             | 2            | 1             | 1            | 22            | 7            | [ 41 ] [ 42 ] |
| Bayern München      | 2016–17             | Bundesliga            | 26                    | 13                    | 3             | 0            | 8             | 3            | 0             | 0            | 37            | 16           | [ 43 ]        |
| Bayern München      | 2017–18             | Bundesliga            | 21                    | 5                     | 4             | 2            | 9             | 0            | 0             | 0            | 34            | 7            | [ 44 ]        |
| Bayern München      | 2018–19             | Bundesliga            | 12                    | 4                     | 2             | 0            | 4             | 2            | 1             | 0            | 19            | 6            | [ 45 ]        |
| Bayern München      | Tổng cộng           | Tổng cộng             | 201                   | 99                    | 32            | 16           | 71            | 26           | 5             | 3            | 309           | 144          | —             |
| Groningen           | 2020–21             | Eredivisie            | 6                     | 0                     | 0             | 0            | —             | —            | 1             | 0            | 7             | 0            | —             |
| Tổng cộng sự nghiệp | Tổng cộng sự nghiệp | Tổng cộng sự nghiệp   | 426                   | 150                   | 55            | 22           | 113           | 32           | 20            | 5            | 614           | 209          | —             |

### Đội tuyển quốc gia

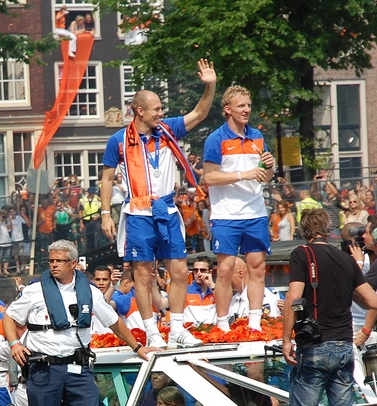
Robben với đồng đội ở ĐT Hà Lan Dirk Kuyt.

| Đội tuyển bóng đá Hà Lan | Đội tuyển bóng đá Hà Lan | Đội tuyển bóng đá Hà Lan |
| Năm                      | Trận                     | Bàn                      |
| ------------------------ | ------------------------ | ------------------------ |
| 2003                     | 3                        | 1                        |
| 2004                     | 8                        | 2                        |
| 2005                     | 6                        | 3                        |
| 2006                     | 10                       | 2                        |
| 2007                     | 4                        | 0                        |
| 2008                     | 6                        | 2                        |
| 2009                     | 8                        | 1                        |
| 2010                     | 7                        | 4                        |
| 2011                     | 1                        | 0                        |
| 2012                     | 10                       | 2                        |
| 2013                     | 10                       | 5                        |
| 2014                     | 13                       | 6                        |
| 2015                     | 1                        | 2                        |
| 2016                     | 1                        | 1                        |
| 2017                     | 7                        | 5                        |
| Tổng cộng                | 96                       | 37                       |

## Cuộc sống riêng
Robben cưới bạn gái Bernadien Elillert vào ngày 9 tháng 6 năm 2007 tại Gronnigen. Hai người gặp nhau từ hồi học phổ thông . Họ có một đứa con trai, Luka, sinh năm 2008 và một cô con gái Lynn năm 2010. Cha của Robben, Hans, cũng đồng thời là người đại diện của anh.
Robben có thể nói trôi chảy tiếng Hà Lan, Đức, Anh và Tây Ban Nha

## Danh hiệu

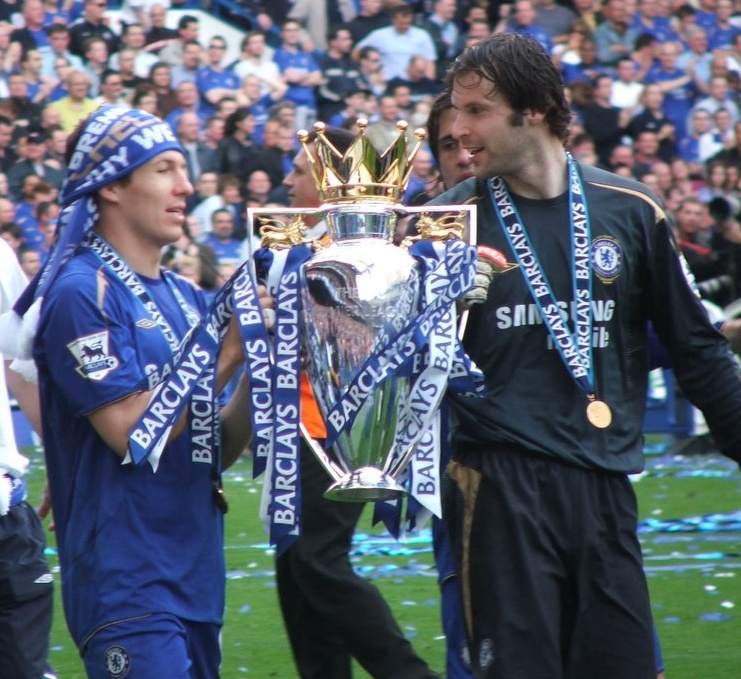
Robben và đồng đội

Petr Čech]] ăn mừng danh hiệu Premier League thứ hai của họ.]]
PSV
- Eredivisie: 2002–03[50]
- Johan Cruyff Shield: 2003[51]

Chelsea
- Premier League: 2004–05, 2005–06[52]
- FA Cup: 2006–07[53]
- Football League Cup: 2004–05, 2006–07[51]
- FA Community Shield: 2005[51]

Real Madrid
- La Liga: 2007–08[50]
- Supercopa de España: 2008[54]

Bayern Munich
- Bundesliga: 2009–10, 2012–13, 2013–14, 2014–15, 2015–16, 2016–17, 2017–18, 2018–19[50]
- DFB-Pokal: 2009–10, 2012–13, 2013–14, 2015–16, 2018–19[50]
- DFL-Supercup: 2012,[55][56] 2018
- UEFA Champions League: 2012–13[50]
- UEFA Super Cup: 2013[57]
- FIFA Club World Cup: 2013

Hà Lan
- FIFA World Cup á quân: 2010;[50] hạng ba: 2014[58]

Cá nhân
- Johan Cruyff Trophy: 2002–03[59]
- Vua kiến tạo UEFA European Championship: 2004[60]
- Cầu thủ xuất sắc nhất tháng của Premier League: Tháng 11 năm 2004[52]
- Đội hình PFA của năm: 2004–05 Premier League[61]
- Đội ESM của năm: 2004–05,[62] 2009–10, 2014–15[63]
- Giải thưởng Bravo: 2005[64]
- Bàn thắng của tháng ở Đức: Tháng 1 năm 2010,[65] Tháng 3 năm 2010, Tháng 4 năm 2010,[65] Tháng 2 năm 2013
- Cầu thủ xuất sắc nhất mùa giải VDV Bundesliga: 2009–10
- Cầu thủ đá bóng của năm: 2010[66]
- Cầu thủ bóng đá của năm ở Đức: 2010[67]
- Đội tuyển UEFA của năm: 2011, 2014[68]
- Đội hình xuất sắc nhất mùa giải UEFA Champions League: 2013–14
- Quả bóng đồng FIFA World Cup: 2014[69]
- Đội tuyển toàn sao FIFA World Cup: 2014[70]
- FIFA FIFPro World XI: 2014[71]
- Vận động viên Hà Lan của năm: 2014[72]